# Vị Thanh (thành phố)
Vị Thanh là thành phố tỉnh lỵ cũ của tỉnh Hậu Giang cũ, Việt Nam.

## Địa lý
Thành phố Vị Thanh nằm ở phía tây nam tỉnh Hậu Giang, cách trung tâm Thành phố Hồ Chí Minh 240 km về phía tây nam, cách trung tâm thành phố Cần Thơ 60 km theo Quốc lộ 61, có vị trí địa lý:
- Phía đông giáp huyện Vị Thủy
- Phía tây giáp huyện Gò Quao, tỉnh Kiên Giang
- Phía nam giáp huyện Long Mỹ
- Phía bắc giáp huyện Vị Thủy và huyện Giồng Riềng, tỉnh Kiên Giang.

Vị Thanh được mệnh danh là Thành phố Tây sông Hậu, đồng thời là thành phố trẻ bên dòng Xà No và là trung tâm tỉnh lỵ của tỉnh Hậu Giang từ năm 2004, khi tỉnh Hậu Giang được tái lập.
Thành phố có vai trò là trung tâm tiểu vùng phía Tây sông Hậu, là đầu mối quan trọng trong mối quan hệ liên vùng giữa TP. Cần Thơ – tỉnh Kiên Giang, Bạc Liêu và Sóc Trăng. Đô thị Vị Thanh là điểm gắn kết trung chuyển giữa vùng Tây sông Hậu và bán đảo Cà Mau qua hệ thống giao thông thủy, bộ mang tính quốc gia như Quốc lộ 61, 61C, giao thông thủy TP. Hồ Chí Minh – Cà Mau, TP. Hồ Chí Minh – Kiên Giang. Như vậy với vị trí và tiềm năng thế mạnh của mình, tương lai Vị Thanh sẽ trở thành đô thị năng động, phát triển, có tốc độ đô thị hóa cao, là động lực cho tỉnh Hậu Giang phát triển.

### Địa hình, địa mạo
Vị Thanh có địa hình tương đối thấp và khá bằng phẳng, cao độ tại khu trung tâm thành phố (khu vực đã xây dựng với mật độ cao) từ 0,7 m tới 1,40m. Khu vực đất ruộng cao độ tự nhiên từ 0,4–1,0m, có nhiều kênh rạch gây chia cắt địa hình. Bề mặt địa hình có chiều hướng thấp dần về hướng Nam và Tây Nam, mức triều cường thường gây ngập cục bộ tại một số khu vực của thành phố, có thể chia thành 3 tiểu vùng theo địa hình:
- Khu vực trung tâm nội thành (cao trình 0,7–1,4m): Địa hình cao hơn các vùng lân cận, do quá trình đô thị hóa, mức độ xây dựng nhanh, nền đất được tôn cao.
- Khu vực Bắc và Đông Bắc của thành phố (xã Vị Tân): Địa hình tương đối bằng phẳng, cao trình phổ biến khoảng 0,3–0,5m.
- Khu vực Nam và Tây Nam thành phố (xã Hỏa Lựu, Hỏa Tiến, Tân Tiến): Địa hình thấp hơn (0,2–0,3m), nên dễ ngập vào mùa lũ và còn bị ảnh hưởng mặn từ biển Tây qua sông Cái Lớn vào mùa khô.

Về địa chất công trình: Vị Thanh chưa có tài liệu cụ thể về địa chất công trình, song theo đánh giá sơ bộ đây là khu vực có nền địa chất yếu, cường độ chịu tải của nền tự nhiên chỉ đạt 0,3÷0,5 kg/cm².

### Khí hậu, thời tiết
Thành phố Vị Thanh nằm trong vùng khí hậu nhiệt đới gió mùa cận xích đạo, chia thành hai mùa rõ rệt. Nhiệt độ trung bình là 27 °C không có sự chênh lệch quá lớn qua các năm. Tháng 4 nhiệt độ cao nhất là 35 °C và tháng 12 thấp nhất là 20,3 °C. Mùa mưa từ tháng 5 đến tháng 11 hàng năm, chiếm từ 90-95% lượng mưa cả năm, lượng mưa thuộc loại trung bình, khoảng 1.800 mm/năm, lượng mưa cao nhất vào khoảng tháng 9 là 250,1 mm. Độ ẩm trung bình thấp nhất vào khoảng tháng 3 và tháng 4 (77%), giá trị độ ẩm trung bình trong năm là 82%.
Nhiệt độ: nhiệt độ cao đều quanh năm, trung bình khoảng 27,7 °C, tháng có nhiệt độ trung bình cao nhất là tháng 4 khoảng 28,6 °C, tháng có nhiệt độ trung bình thấp nhất là tháng 1 khoảng 26,4 °C; chênh lệch nhiệt độ trung bình giữa tháng nóng nhất và mát nhất trong năm khoảng 2,2 °C, chênh lệch nhiệt độ giữa ngày và đêm khoảng 8,0–12,0 °C.
Lượng mưa: Lượng mưa trung bình trong năm khoảng 1.226,9 mm/năm, tập trung vào mùa mưa (từ tháng 5 đến tháng 11, trong đó chủ yếu mưa nhiều vào các tháng 7, 8, 9), chiếm từ 90–95% tổng lượng mưa của cả năm. Cùng với thời gian này, lũ từ sông Hậu tràn về (từ tháng 8 đến tháng 10), cộng với mưa lớn tại chỗ đã gây tình trạng ngập lụt trên hầu hết diện tích canh tác của thành phố với mức ngập trung bình từ 30–100 cm nhưng do Phường IV nằm gần kênh Xà No có khả năng tiêu thoát nước tốt nên trên địa bàn phường chỉ xảy ra ngập cục bộ một số khu vực.
Nắng: Số giờ nắng trung bình 2.299 giờ/năm, trung bình cao nhất vào tháng 3 khoảng 263,4 giờ; thấp nhất vào tháng 9 với khoảng 148,4 giờ.
Độ ẩm: Phân hoá thành 2 mùa tương đối rõ rệt theo mùa khô và mùa mưa; độ ẩm trung bình thấp nhất vào tháng 2 và tháng 4 khoảng 77,0% và lớn nhất là vào tháng 9 khoảng 88,0%; tính bình quân độ ẩm các tháng trong năm khoảng 81,3%; chênh lệch độ ẩm trung bình giữa tháng ẩm nhất và tháng ít ẩm nhất khoảng 11,0%.
Gió: Tốc độ gió trung bình trong năm dao động từ 6–18 m/s. Vị Thanh chịu ảnh hưởng của 3 hướng gió chính: gió mùa Đông Bắc khô lạnh thổi chủ yếu vào tháng 11, 12; gió Đông Nam khô nóng thổi từ tháng 2 đến tháng 4 và gió Tây Nam từ tháng 5 đến tháng 11 thổi từ biển vào mang theo nhiều hơi nước.

### Thủy văn
Thành phố Vị Thanh có mật độ dòng chảy rất dày với tổng chiều dài hệ thống kênh rạch khoảng 244,65 km, mật độ bình quân đạt 2,05 km/km² diện tích tự nhiên. Hệ thống sông rạch phân bố khá đều và chảy theo hướng Đông Bắc – Tây Nam. Trong đó có các tuyến chính như kênh Xáng Xà No, sông Cái Tư, kênh KH9, sông Nước Đục, sông Cái Lớn,... đóng vai trò chi phối chế độ thủy văn trên địa bàn thành phố. Các dòng chảy này nối liền hệ thống sông rạch trên địa bàn thành phố và với các địa phương xung quanh, tạo thành một mạng lưới sông ngòi kênh rạch thông suốt, đảm bảo đa mục tiêu cho cả thủy lợi tạo nguồn và vận tải thủy. Tuy nhiên, cùng với xu hướng đô thị hoá và phát triển các tuyến dân cư, xây dựng hệ thống cơ sở hạ tầng tại địa phương, nhiều tuyến kênh rạch đã bị lấp hoặc thu hẹp bề rộng, mật độ kênh rạch đang có xu hướng giảm suốt đáng kể.
Thành phố chịu ảnh hưởng bởi chế độ thủy văn sông Mekong và chế độ thủy triều biển Đông và biển Tây. Đồng thời, do cuối nguồn lũ, so với các tỉnh chịu ảnh hưởng lũ lụt khác ở ĐBSCL thì ngập lũ ở Hậu Giang nói chung và Vị Thanh nói riêng thường đến muộn và rút đi muộn hơn, mức độ ảnh hưởng ít hơn so với các địa phương khác trong vùng.

### Tình hình ngập lũ
Đây là một trong những hiện tượng thủy văn đặc trưng, xảy ra thường xuyên và có tính quy luật ở vùng Đồng bằng sông Cửu Long nói chung và Vị Thanh nói riêng. Tình trạng ngập lũ tại khu vực xảy ra tại các khu vực thấp trũng ngoài đồng, trong đó chủ yếu tại các xã Hỏa Lựu, Hỏa Tiến, Tân Tiến với thời gian ngập khoảng 1 đến 2 tháng (tháng 9 đến tháng 11 hàng năm); mức độ sâu ngập dao động từ 0,5–1,0m. Thời gian ngập và mức độ ngập lũ tuy có biến động giữa các năm nhưng không đáng kể.

### Tài nguyên đất
Qua kết quả nghiên cứu về đất trên địa bàn thành phố Vị Thanh cho thấy có 3 nhóm đất chính:
- Nhóm đất phù sa: Diện tích 5.158,76ha, chiếm 43,40% diện tích tự nhiên, địa bàn phân bố chủ yếu nơi địa hình trung bình, có khả năng tiêu thoát nước (phường III, IV, V, VII, xã Vị Tân, Hỏa Lựu). Đất phù sa chia làm 2 loại:
  - Đất phù sa gley (Humic Tropaquents): Diện tích 1.355,23 ha, (chiếm 26,27% nhóm đất phù sa)
  - Đất phù sa có đốm nâu rỉ gley (Humic Tropaquepts): Diện tích 3.803,53 ha (chiếm 73,73% nhóm đất phù sa).
- Nhóm đất phèn: Trên địa bàn thành phố, đất phèn đã tương đối nhiều, chủ yếu là dạng phèn hoạt động, trong phẫu diện đất phèn hiện diện tầng phèn tiềm tàng (Jarosite), tầng sinh phèn (Pyrite) xuất hiện ở sâu. Diện tích 3.765,70 ha, chiếm 31,68% diện tích tự nhiên, bao gồm 5 loại đất:
  - Đất phèn hoạt động nông, đang phát triển, tầng phèn hoạt động 0–50 cm, tầng sinh phèn sâu 0–50 cm (Sj1P1-Humic Ultic Sulfic Tropaquepts): Đây là nhóm đất nhiễm phèn nặng, diện tích 170,61 ha, chiếm 4,53% diện tích đất phèn, tầng phèn (Jarosite) sâu 0–50 cm, tầng sinh phèn (pyrite) có độ sâu 0–50 cm.
  - Đất phèn hoạt động nông, đã phát triển, tầng phèn hoạt động 0–50 cm, tầng sinh phèn sâu >50 cm (Sj1P2 _ Humic entic Sulfic Tropaquenpts): diện tích 2.170,03 ha, chiếm 57,63% diện tích nhóm đất phèn, tầng khử chứa Pyrite xuất hiện ở độ sâu 50–80 cm. Tập trung ở xã Hỏa Tiến, Tân Tiến và đa số đã lên líp trồng mía, khóm.
  - Đất phèn hoạt động sâu, đã phát triển, tầng phèn hoạt động 50–80 cm, tầng sinh phèn sâu >50 cm (Sj2p2 _ Humic Sulaquepts): diện tích 843,41ha, chiếm 22,40% diện tích đất phèn, tầng phèn sâu 50–100 cm, tầng phèn (Jarosite) có độ sâu 50–80 cm, có nhiều ở phường III và xã Hỏa Tiến.
  - Đất phèn hoạt động rất sâu, đã phát triển, tầng phèn hoạt động sâu >80 cm, tầng sinh phèn sâu >120 cm (Sj3 _ Humic pale Sulfic Tropaquepts): diện tích 495,66 ha, chiếm 13,16% diện tích đất phèn, tập trung nơi có địa hình trung bình thấp, khả năng thoát thủy kém. Tầng phèn (Jarosite) xuất hiện ở độ sâu từ 80–120 cm, phân bố chủ yếu ở các phường ngoại ô.
  - Đất phèn hoạt động bị thủy phân, đã phát triển, tầng phèn hoạt động 50–80 cm, tầng phèn bị thủy phân sâu >50 cm (Srj3 _ Humic utric sulfuric tropaquepts): chiếm diện tích nhỏ ở xã Vị Tân, diện tích 85,99 ha chiếm 2,28% diện tích đất phèn, tập trung ở vùng đất có độ cao trung bình, có khả năng thoát thủy, tầng phèn (Jarosite) xuất hiện ở độ sâu trên 120 cm. Loại đất này có nhiều ở xã Hỏa Tiến và một số phường thuộc nội ô thành phố.
- Nhóm đất nhân tác (đất xáo trộn): Có diện tích 2.081,61 ha, chiếm 17,51% diện tích đất tự nhiên, được hình thành do tác động cải tạo của con người, có mặt rải rác trên khắp địa bàn thành phố.[6]

### Tài nguyên nước
Nguồn nước mặt: Nguồn nước mặt dồi dào, hệ thống sông rạch khá dày với các sông lớn như sông Cái Lớn, Cái Tư và các kênh trục chính như Nàng Mau, KH9, Xà No,... ngoài ra còn có hệ thống kênh rạch cấp II, cấp III phân bố nguồn nước đi khắp địa bàn thành phố (mật độ sông rạch khá dày, trung bình 1,8–2 km/km²), tạo điều kiện thuận lợi cho giao thông thủy và cung cấp nước ngọt cho sản xuất.
Nguồn nước ngầm: Theo tài liệu của Liên đoàn 8 Địa chất thủy văn và Xí nghiệp khai thác nước ngầm số 5 cho thấy, trên địa bàn 3 tần chứa nước ngầm chính là Pleistoxen, tầng Plioxen và tầng Mioxen.

### Tài nguyên rừng
Trên địa bàn thành phố không còn rừng tập trung, chủ yếu là các loại cây phân tán dọc các tuyến giao thông, kênh rạch, các công viên, góp phần tạo mỹ quan đô thị và tăng tỷ lệ cây xanh đô thị.

## Hành chính
Thành phố Vị Thanh có 9 đơn vị hành chính cấp xã, bao gồm 5 phường: I, III, IV, V, VII và 4 xã: Hỏa Lựu, Hỏa Tiến, Tân Tiến, Vị Tân.
| P.VII P.III P.I P.V P.IV X. Hỏa Tiến X. Tân Tiến X. Hỏa Lựu X. Vị Tân T. Kiên Giang H. Vị Thủy H. Long Mỹ Bản đồ hành chính thành phố Vị Thanh, tỉnh Hậu Giang |

| \| Tên \| Diện tích năm 2024 (km²) \| Dân số năm 2024 (người) \| Mật độ (người/km²) \| Hành chính \| \| ---------- \| ------------------------ \| ----------------------- \| ------------------ \| ---------- \| \| Phường (5) \| \| \| \| \| \| Phường I \| 2,82 \| 11.303 \| 4.008 \| 6 khu vực \| \| Phường III \| 13,09 \| 12.408 \| 915 \| 6 khu vực \| \| Phường IV \| 7,97 \| 15.540 \| 1.949 \| 7 khu vực \| \| Phường V \| 6,15 \| 5.360 \| 871 \| 3 khu vực \| \| Phường VII \| 6,20 \| 9.055 \| 1.460 \| 5 khu vực \| \| Xã (4) \| \| \| \| \| \| Hỏa Lựu \| 17,13 \| 9.087 \| 530 \| 6 ấp \| \| Hỏa Tiến \| 23,81 \| 5.792 \| 243 \| 5 ấp \| \| Tân Tiến \| 18,74 \| 9.216 \| 491 \| 6 ấp \| \| Vị Tân \| 22,95 \| 15.179 \| 661 \| 9 ấp \| |                          |                         |                    |            |
| Sắp xếp đơn vị hành chính cấp xã tỉnh Hậu Giang năm 2025 |                          |                         |                    |            |
| Tên | Diện tích năm 2024 (km²) | Dân số năm 2024 (người) | Mật độ (người/km²) | Hành chính |
| Phường (5) |                          |                         |                    |            |
| Phường I | 2,82                     | 11.303                  | 4.008              | 6 khu vực  |
| Phường III | 13,09                    | 12.408                  | 915                | 6 khu vực  |
| Phường IV | 7,97                     | 15.540                  | 1.949              | 7 khu vực  |
| Phường V | 6,15                     | 5.360                   | 871                | 3 khu vực  |
| Phường VII | 6,20                     | 9.055                   | 1.460              | 5 khu vực  |
| Xã (4) |                          |                         |                    |            |
| Hỏa Lựu | 17,13                    | 9.087                   | 530                | 6 ấp       |
| Hỏa Tiến | 23,81                    | 5.792                   | 243                | 5 ấp       |
| Tân Tiến | 18,74                    | 9.216                   | 491                | 6 ấp       |
| Vị Tân | 22,95                    | 15.179                  | 661                | 9 ấp       |

## Lịch sử
Vùng Vị Thanh xưa được xem là thuộc Chân Lạp, nhưng trên thực tế là vùng tự trị và không thuộc quyền cai quản của chính quyền. Cha con Mạc Cửu và Mạc Thiên Tứ đã quy tụ cư dân góp công sức phát triển miền đất mới hình thành trấn Hà Tiên. Vùng Vị Thanh bấy giờ thuộc huyện Kiên Giang, trấn Hà Tiên (về sau đổi thành tỉnh Hà Tiên).

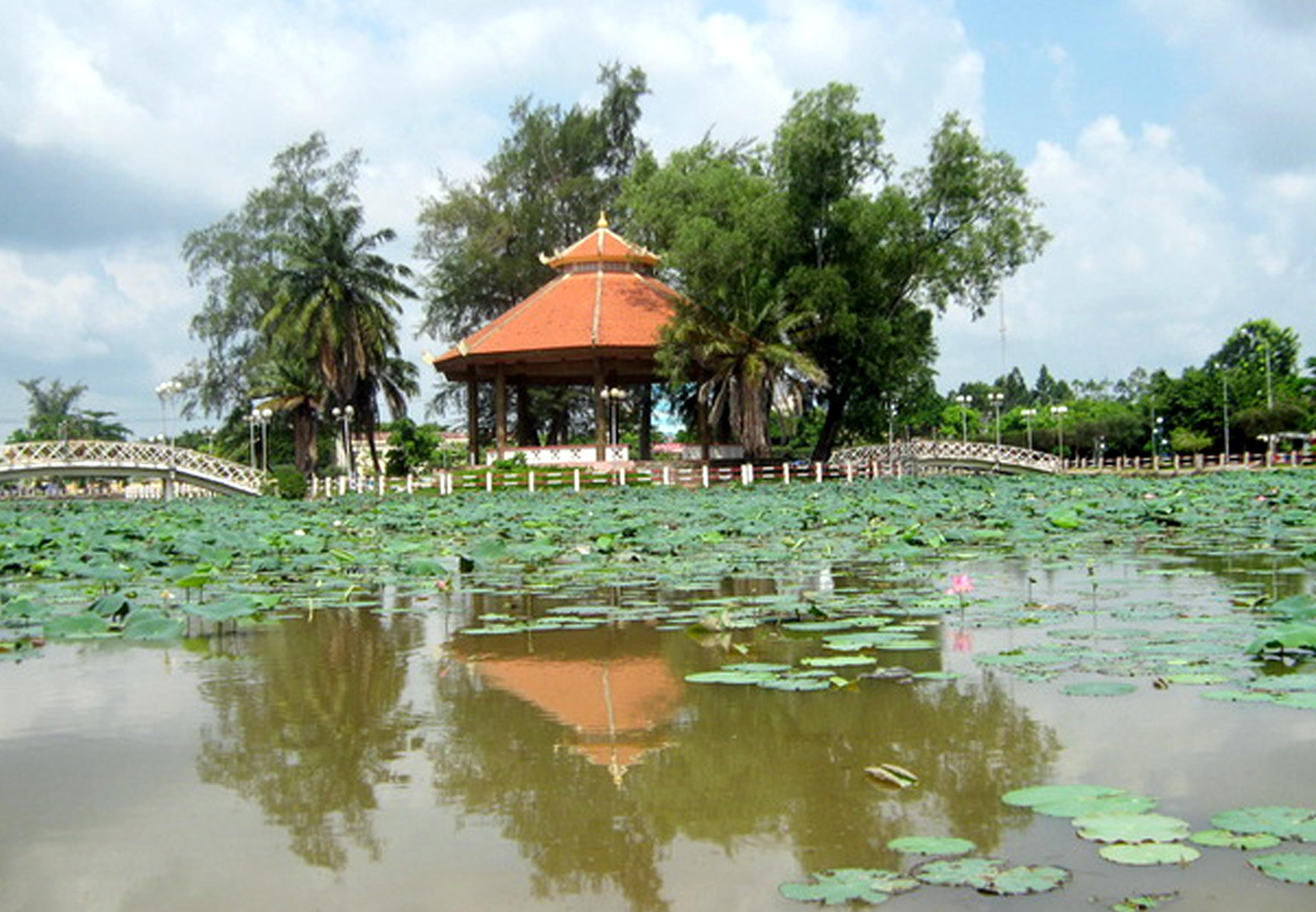
Hồ sen Vị Thanh

### Thời Pháp thuộc
Sau khi người Pháp chiếm được Lục tỉnh, họ tiến hành sắp xếp lại các đơn vị hành chính.
Năm 1876, Pháp chia Nam Kỳ thành 4 khu vực hành chính lớn, mỗi khu vực hành chính lại chia nhỏ thành các tiểu khu hay hạt tham biện (arrondissement administratif). Tỉnh Hà Tiên cũ bị chia thành 2 hạt tham biện là Hà Tiên và Rạch Giá. Bấy giờ, làng Vị Thanh thuộc tổng Long Mỹ, hạt Tham biện Rạch Giá.
Ngày 24 tháng 5 năm 1894, thành lập làng Vị Thanh thuộc tổng Giang Ninh, tỉnh Rạch Giá.
Sau khi hạt Rạch Giá đổi thành tỉnh Rạch Giá vào năm 1900, tổng Long Mỹ cũng được nâng thành quận Long Mỹ vào năm 1908. Làng Vị Thanh bấy giờ thuộc tổng An Ninh, quận Long Mỹ, tỉnh Rạch Giá.
Sau Cách mạng tháng Tám năm 1945, Ủy ban Kháng chiến Hành chánh Nam bộ chủ trương bỏ cấp tổng, bỏ đơn vị làng, thống nhất gọi là xã, đồng thời bỏ danh xưng quận, gọi thay thế bằng huyện. Chính quyền Việt Nam Cộng hòa đến năm 1956 cũng thống nhất dùng danh xưng là xã, tuy nhiên vẫn gọi là quận cho đến năm 1975.
Sau năm 1945, chính quyền Việt Minh hình thành khu Vị Thanh (gồm các làng Hòa Hưng, Hòa Thuận, Ngọc Hòa của quận Giồng Riềng và làng Vị Thanh của quận Long Mỹ) thuộc tỉnh Rạch Giá.
Năm 1946, khu Vị Thanh đổi thành huyện Vị Thanh, đến cuối năm 1947, hai huyện Giồng Riềng và Vị Thanh nhập lại thành huyện Giồng Riềng. Vị Thanh chỉ còn là đơn vị hành chính cấp xã thuộc huyện Giồng Riềng, tỉnh Rạch Giá.
Năm 1951, chính quyền Việt Minh giải thể tỉnh Rạch Giá, sáp nhập địa bàn vào các tỉnh Bạc Liêu, Cần Thơ, Sóc Trăng, đến năm 1954 lại tái lập. Khi đó, huyện Long Mỹ và huyện Giồng Riềng được giao cho tỉnh Cần Thơ, đến năm 1954 được trả về cho tỉnh Rạch Giá như cũ.
Ngày 1 tháng 10 năm 1954, chính quyền Quốc gia Việt Nam của Bảo Đại giao quận Long Mỹ về cho tỉnh Sóc Trăng.
Ngày 31 tháng 3 năm 1955, quận Long Mỹ nhận thêm làng Vị Thanh từ quận Giồng Riềng.

### Giai đoạn 1956–1975

#### Việt Nam Cộng hòa
Sau năm 1956, các làng gọi là xã.
Ngày 23 tháng 2 năm 1957, chính quyền Việt Nam Cộng hòa đặt quận Long Mỹ thuộc tỉnh Phong Dinh, tức tỉnh tỉnh Cần Thơ trước đó. Lúc này, Vị Thanh là xã thuộc tổng An Ninh, quận Long Mỹ, tỉnh Phong Dinh.
Ngày 12 tháng 3 năm 1960, chính quyền Ngô Đình Diệm tổ chức khánh thành Khu trù mật Vị Thanh – Hỏa Lựu.
Ngày 18 tháng 3 năm 1960, tách tổng An Ninh ra khỏi quận Long Mỹ để lập thêm quận Đức Long cùng thuộc tỉnh Phong Dinh. Lúc này, xã Vị Thanh thuộc quận Đức Long, đồng thời là nơi đặt quận lỵ quận Đức Long mới được thành lập. Quận Đức Long khi đó gồm 1 tổng là An Ninh với 7 xã trực thuộc: An Lợi, Hòa An, Hỏa Lựu, Vị Thanh, Vị Thủy, Vĩnh Thuận Đông, Vĩnh Tường.
Ngày 24 tháng 12 năm 1961, Tổng thống Việt Nam Cộng hòa Ngô Đình Diệm ban hành Sắc lệnh 244-NV về việc thành lập tỉnh Chương Thiện từ những quận tách ra từ ba tỉnh Ba Xuyên, Kiên Giang và Phong Dinh. Khi đó Vị Thanh được chọn làm tên tỉnh lỵ của tỉnh Chương Thiện, về mặt hành chánh thì vẫn là xã Vị Thanh thuộc quận Đức Long. Ngoài ra, quận lỵ quận Đức Long cũng được dời về xã Vị Thủy, dưới chân cầu Nàng Mau. Quận Đức Long khi đó còn nhận thêm 3 xã: Hòa Hưng, Hòa Thuận, Ngọc Hòa tách từ quận Kiên Hưng, tỉnh Kiên Giang. Đồng thời, giải thể và sáp nhập xã An Lợi vào xã Hòa An, thành lập mới xã Vị Đức thuộc quận Đức Long.
Năm 1962, quận Đức Long gồm 1 tổng là An Ninh với 10 xã: Hòa An, Hòa Hưng, Hòa Thuận, Hỏa Lựu, Ngọc Hòa, Vị Đức, Vị Thanh, Vị Thủy, Vĩnh Thuận Đông, Vĩnh Tường.
Sau năm 1965, giải thể cấp tổng, các xã trực thuộc quận.
Cho đến năm 1975, quận Đức Long vẫn gồm 10 xã trực thuộc như cũ.
Năm 1968, địa bàn xã Vị Thanh gồm 9 ấp trực thuộc: Vị Thiện, Vị Thành, Vị Long, Vị Đức, Vị Hưng, Vị An, Vị Nghĩa, Vị Tín, Vị Hòa. Đô thị tỉnh lỵ Vị Thanh phát triển nhanh chóng.
Năm 1971, dân số của Vị Thanh là 24.477 người1.

#### Chính quyền Cách mạng
Còn về phía chính quyền Cách mạng, cho đến năm 1966, khu vực quận Long Mỹ và quận Đức Long của Việt Nam Cộng hòa vẫn cùng thuộc địa phận huyện Long Mỹ.
Năm 1957 huyện Long Mỹ thuộc tỉnh Cần Thơ nhưng giữ lại xã Vị Thanh và nhập vào huyện Giồng Riềng của tỉnh Rạch Giá.
Tháng 7 năm 1960, huyện Giồng Riềng giao xã Vị Thanh về cho huyện Long Mỹ của tỉnh Cần Thơ quản lý.
Ngày 9 tháng 3 năm 1961, chính quyền Mặt trận Dân tộc Giải phóng miền Nam Việt Nam ban hành Quyết định về việc thành lập thị trấn Vị Thanh bao gồm khu vực chợ Cái Nhum và các ấp xung quanh, bên cạnh xã Vị Thanh.
Tháng 6 năm 1966, chính quyền Mặt trận Dân tộc Giải phóng miền Nam Việt Nam tách thị trấn Vị Thanh và một số ấp của xã Vị Thanh ra khỏi huyện Long Mỹ để thành lập thị xã Vị Thanh trực thuộc tỉnh Cần Thơ. Thị xã Vị Thanh có 11 ấp, gồm 8 ấp vùng ven và 3 ấp nội ô. Chính quyền Cách mạng chia địa bàn thị xã ra làm 4 khu vực (gồm 3 khu vực ven và 1 khu vực nội ô) gồm:
- Khu vực 1 (vùng 1) có 2 ấp: Vị Hưng, Vị Nghĩa (tương đương một phần Phường IV và một phần xã Vị Đông thuộc huyện Vị Thủy hiện nay).
- Khu vực 2 (vùng 2) có 3 ấp: Nàng Chăn, Vị An A, Vị An B (tương đương xã Vị Tân hiện nay).
- Khu vực 3 (vùng 3) có 3 ấp: Vị Long, Vị Hòa, Vị Đức (tương đương Phường III và Phường V hiện nay).
- Khu vực nội ô có 3 ấp: Vị Thành, Vị Thiện, Vị Tín (tương đương Phường I và một phần Phường IV hiện nay).

Sau ngày 30 tháng 4 năm 1975, chính quyền quân quản Cộng hòa miền Nam Việt Nam của tỉnh Cần Thơ lúc bấy giờ vẫn đặt thị xã Vị Thanh trực thuộc tỉnh Cần Thơ như trước. Lúc bấy giờ, do tỉnh Cần Thơ và thành phố Cần Thơ là hai đơn vị hành chính cấp tỉnh ngang bằng nhau và cùng thuộc Khu 9, cho nên các cơ quan, lực lượng cách mạng, Ủy ban quân quản tỉnh Cần Thơ đều đặt tại thị xã Vị Thanh.
Ngày 20 tháng 9 năm 1975, Bộ Chính trị ban hành Nghị quyết số 245-NQ/TW về việc hợp nhất tỉnh Cần Thơ (ngoại trừ huyện Thốt Nốt), tỉnh Sóc Trăng, tỉnh Trà Vinh, tỉnh Vĩnh Long thành một tỉnh, tên gọi tỉnh mới cùng với nơi đặt tỉnh lỵ sẽ do địa phương đề nghị lên.
Ngày 20 tháng 12 năm 1975, Bộ Chính trị ban hành Nghị quyết số 19/NQ về việc hợp nhất tỉnh Cần Thơ (bao gồm cả huyện Thốt Nốt của tỉnh Long Xuyên), tỉnh Sóc Trăng thành một tỉnh mới, tên gọi tỉnh mới cùng với nơi đặt tỉnh lỵ sẽ do địa phương đề nghị lên.

### Từ năm 1976 đến nay
Ngày 24 tháng 2 năm 1976, Chính phủ Cách mạng lâm thời Cộng hòa miền Nam Việt Nam ban hành Nghị định số 3/NQ/1976 về việc hợp nhất tỉnh Cần Thơ, tỉnh Sóc Trăng và thành phố Cần Thơ thành một tỉnh mới, lấy tên là tỉnh Hậu Giang. 
Ngày 24 tháng 3 năm 1976, Chính phủ Việt Nam ban hành Quyết định số 17/QĐ-76 về việc hợp nhất ba đơn vị hành chính cấp tỉnh ngang bằng nhau là nhất tỉnh Cần Thơ, tỉnh Sóc Trăng và thành phố Cần Thơ thành một tỉnh mới, lấy tên là tỉnh Hậu Giang. Tỉnh lỵ khi đó lại đặt tại thành phố Cần Thơ, đơn vị hành chính cấp huyện trực thuộc tỉnh Hậu Giang. Ban đầu, thị xã Vị Thanh thuộc tỉnh Hậu Giang.
Ngày 15 tháng 12 năm 1977, Hội đồng Chính phủ ban hành Quyết định số 330-CP về việc:
- Sáp nhập thị xã Vị Thanh vào huyện Long Mỹ.
- Thị xã Vị Thanh chuyển xuống thành thị trấn Vị Thanh thuộc huyện Long Mỹ.

Ngày 23 tháng 10 năm 1978, Hội đồng Chính phủ ban hành Quyết định số 273-CP về việc thành lập xã Vị Tân thuộc huyện Long Mỹ trên cơ sở tách đất từ thị trấn Vị Thanh.
Ngày 21 tháng 4 năm 1979, Hội đồng Chính phủ ban hành Quyết định số 174-CP về việc: 
- Chia xã Vĩnh Thuận Đông thành xã Vĩnh Thuận Đông và xã Vĩnh Thuận Tây.
- Chia xã Thuận Hưng thành xã Thuận Hưng và xã Thuận Hòa.
- Chia xã Hỏa Lựu thành xã Hỏa Lựu và xã Hỏa Tiến.
- Chia xã Long Phú thành xã Long Phú và xã Tân Phú.
- Chia xã Vĩnh Viễn thành xã: Vĩnh Viễn và xã Vĩnh Lập.
- Chia xã Long Bình thành xã Long Bình và xã Long Hòa.
- Chia xã Vị Tân thành xã Vị Tân và xã Vị Đông.
- Sáp nhập ấp 8 của xã Thuận Hưng và ấp 9 của xã Long Trị cũ vào thị trấn Long Mỹ.

Ngày 15 tháng 9 năm 1981, Hội đồng Bộ trưởng ban hành Quyết định số 70-HĐBT về việc:
- Chia xã Vị Thủy thành 3 xã: Vị Thủy, Vị Thắng và Vị Lợi.
- Chia xã Vĩnh Tường thành 3 xã: Vĩnh Tường, Vĩnh Trung và Vĩnh Hiếu.
- Chia xã Vị Thanh thành 3 xã: Vị Thanh, Vị Xuân và Vị Bình.
- Chia xã Long Trị thành xã Long Trị và xã Long Tân.
- Chia xã Xà Phiên thành xã Xà Phiên và xã Tân Thành.
- Chia xã Lương Tâm thành xã Lương Tâm và xã Lương Nghĩa.

Ngày 26 tháng 10 năm 1981, Hội đồng Bộ trưởng ban hành Quyết định số 119-HĐBT về việc thành lập huyện Mỹ Thanh thuộc tỉnh Hậu Giang trên cơ sở 35.283,43 ha diện tích tự nhiên (trong đó: diện tích canh tác 23.128,69 ha) và dân số là 104.675 người; có 15 đơn vị hành chính cấp xã trực thuộc, bao gồm thị trấn Vị Thanh (huyện lỵ) và 14 xã: Hỏa Lựu, Hỏa Tuyến (Hỏa Tiến), Vị Bình, Vị Đông, Vị Lợi, Vị Tân, Vị Thanh, Vị Thủy, Vị Xuân, Vĩnh Hiếu, Vĩnh Lập, Vĩnh Thuận Tây, Vĩnh Tường, Vĩnh Trung của huyện Long Mỹ.
Ngày 6 tháng 4 năm 1982, Hội đồng Bộ trưởng ban hành Quyết định số 64-HĐBT về việc đổi tên huyện Mỹ Thanh thành huyện Vị Thanh thuộc tỉnh Hậu Giang.
Huyện Vị Thanh có 15 đơn vị hành chính cấp xã trực thuộc, bao gồm thị trấn Vị Thanh và 14 xã: Hỏa Lựu, Hỏa Tiến, Vị Bình, Vị Đông, Vị Lợi, Vị Tân, Vị Thanh, Vị Thủy, Vị Xuân, Vĩnh Hiếu, Vĩnh Lập, Vĩnh Thuận Tây, Vĩnh Tường, Vĩnh Trung.
Ngày 16 tháng 9 năm 1989, Hội đồng Bộ trưởng ban hành Quyết định số 128-HĐBT về việc giải thể xã Vị Lợi để sáp nhập vào 3 xã: Vị Thủy, Vị Xuân, Vĩnh Hiếu.
Huyện Vị Thanh có 14 đơn vị hành chính cấp xã trực thuộc, bao gồm thị trấn Vị Thanh và 13 xã: Hỏa Lựu, Hỏa Tiến, Vị Bình, Vị Đông, Vị Tân, Vị Thanh, Vị Thủy, Vị Xuân, Vĩnh Hiếu, Vĩnh Lập, Vĩnh Thuận Tây, Vĩnh Tường, Vĩnh Trung.
Ngày 28 tháng 1 năm 1991, Ban Tổ Chức – Cán bộ của Chính phủ ban hành Quyết định số 36/QĐ-TCCP về việc:
- Sáp nhập xã Vị Xuân vào xã Vị Đông.
- Sáp nhập xã Vị Bình vào xã Vị Thanh.

Huyện Vị Thanh có 12 đơn vị hành chính cấp xã trực thuộc, bao gồm thị trấn Vị Thanh và 11 xã: Hỏa Lựu, Hỏa Tiến, Vị Đông, Vị Tân, Vị Thanh, Vị Thủy, Vĩnh Hiếu, Vĩnh Lập, Vĩnh Thuận Tây, Vĩnh Tường, Vĩnh Trung.
Ngày 2 tháng 8 năm 1991, Ban Tổ Chức – Cán bộ của Chính phủ ban hành Quyết định số 364/QĐ-TCCP về việc giải thể xã Vĩnh Hiếu để sáp nhập vào xã Vĩnh Tường và xã Vĩnh Trung.
Huyện Vị Thanh có 11 đơn vị hành chính cấp xã trực thuộc, bao gồm thị trấn Vị Thanh và 10 xã: Hỏa Lựu, Hỏa Tiến, Vị Đông, Vị Tân, Vị Thanh, Vị Thủy, Vĩnh Lập, Vĩnh Thuận Tây, Vĩnh Tường, Vĩnh Trung.
Ngày 26 tháng 12 năm 1991, Quốc hội ban hành Nghị quyết về việc chia tỉnh Hậu Giang thành tỉnh Cần Thơ và tỉnh Sóc Trăng.
Huyện Vị Thanh thuộc tỉnh Cần Thơ có 11 đơn vị hành chính cấp xã trực thuộc, bao gồm thị trấn Vị Thanh và 10 xã: Hỏa Lựu, Hỏa Tiến, Vị Đông, Vị Tân, Vị Thanh, Vị Thủy, Vĩnh Lập, Vĩnh Thuận Tây, Vĩnh Tường, Vĩnh Trung.
Ngày 25 tháng 1 năm 1994, Ban Tổ chức – Cán bộ của Chính phủ ban hành Quyết định số 03/QĐ-TCCP về việc sáp nhập xã Vĩnh Lập thuộc huyện Vị Thanh vào xã Vĩnh Viễn thuộc huyện Long Mỹ.
Huyện Vị Thanh có 10 đơn vị hành chính cấp xã trực thuộc, bao gồm thị trấn Vị Thanh và 9 xã: Hỏa Lựu, Hỏa Tiến, Vị Đông, Vị Tân, Vị Thanh, Vị Thủy, Vĩnh Thuận Tây, Vĩnh Tường, Vĩnh Trung.
Ngày 1 tháng 7 năm 1999, Chính phủ ban hành Nghị định số 45/1999/NĐ-CP về việc:
- Thành lập thị xã Vị Thanh thuộc tỉnh Cần Thơ trên cơ sở toàn bộ diện tích và dân số của thị trấn Vị Thanh cũ, xã Hỏa Lựu, xã Hỏa Tiến, xã Vị Tân, 438 ha diện tích tự nhiên và 6.326 nhân khẩu của xã Vị Đông thuộc huyện Vị Thanh.
- Thành lập Phường I trên cơ sở 102,63 ha diện tích tự nhiên và 6.402 nhân khẩu.
- Thành lập Phường III trên cơ sở 1.270,36 ha diện tích tự nhiên và 7.109 nhân khẩu.
- Thành lập Phường IV trên cơ sở 562,32 ha diện tích tự nhiên và 11.272 nhân khẩu (trong đó có 210 ha diện tích tự nhiên và 3.754 nhân khẩu của xã Vị Đông).
- Thành lập Phường V trên cơ sở 803,38 ha diện tích tự nhiên và 7.497 nhân khẩu (trong đó có 228 ha diện tích tự nhiên và 2.572 nhân khẩu của xã Vị Đông).
- Sau khi điều chỉnh địa giới hành chính, huyện Vị Thanh có 20.849,65 ha diện tích tự nhiên và 85.342 nhân khẩu và đổi tên thành huyện Vị Thủy.

Thị xã Vị Thanh có 11.582,15 ha diện tích tự nhiên và 70.456 nhân khẩu; có 7 đơn vị hành chính cấp xã trực thuộc, bao gồm 4 phường: I, III, IV, V và 3 xã: Hỏa Lựu, Hỏa Tiến, Vị Tân.
Ngày 12 tháng 5 năm 2003, Chính phủ ban hành Nghị định số 48/2003/NĐ-CP về việc thành lập Phường VII trên cơ sở 616 ha diện tích tự nhiên và 6.625 nhân khẩu của xã Hỏa Lựu.
Thị xã Vị Thanh có 8 đơn vị hành chính cấp xã trực thuộc, bao gồm 5 phường: I, III, IV, V, VII và 3 xã: Hỏa Lựu, Hỏa Tiến, Vị Tân.
Ngày 26 tháng 11 năm 2003, Quốc hội ban hành Nghị quyết số 22/2003/QH11 về việc:
- Chia tỉnh Cần Thơ thành thành phố Cần Thơ trực thuộc trung ương và tỉnh Hậu Giang.
- Khi đó, thị xã Vị Thanh thuộc tỉnh Hậu Giang và được chọn làm tỉnh lỵ của tỉnh Hậu Giang.
- Thị xã Vị Thanh có 8 đơn vị hành chính cấp xã trực thuộc, bao gồm 4 phường: I, III, IV, V, VII và 3 xã: Hỏa Lựu, Hỏa Tiến, Vị Tân.

Ngày 27 tháng 10 năm 2006, Chính phủ ban hành Nghị định số 124/2006/NĐ-CP về việc thành lập xã Tân Tiến trên cơ sở điều chỉnh 2.202,12 ha diện tích tự nhiên và 7.089 nhân khẩu của xã Hỏa Tiến.
Thị xã Vị Thanh có 11.879,99 ha diện tích tự nhiên và 69.785 nhân khẩu; có 9 đơn vị hành chính cấp xã trực thuộc, bao gồm 5 phường: I, III, IV, V, VII và 4 xã: Hỏa Lựu, Hỏa Tiến, Tân Tiến, Vị Tân.
Ngày 15 tháng 12 năm 2009, Bộ Xây dựng Quyết định số 1156/QĐ-BXD về việc công nhận thị xã Vị Thanh, tỉnh Hậu Giang là đô thị loại III.
Ngày 23 tháng 9 năm 2010, Chính phủ ban hành Nghị quyết số 34/NQ-CP về việc thành lập thành phố Vị Thanh thuộc tỉnh Hậu Giang trên cơ sở toàn bộ diện và dân số của thị xã Vị Thanh.
Thành phố Vị Thanh có 11.867,74 ha diện tích tự nhiên và 97.222 nhân khẩu; có 9 đơn vị hành chính cấp xã trực thuộc, bao gồm 5 phường: I, III, IV, V, VII và 4 xã: Hỏa Lựu, Hỏa Tiến, Tân Tiến, Vị Tân.
Ngày 19 tháng 12 năm 2019, Thủ tướng Chính phủ ban hành Quyết định số 1845/QĐ-TTg về việc công nhận thành phố Vị Thanh mở rộng đạt tiêu chí đô thị loại II trực thuộc tỉnh Hậu Giang.
Thành phố Vị Thanh có 9 đơn vị hành chính cấp xã trực thuộc, bao gồm 5 phường và 4 xã.
Ngày 12 tháng 6 năm 2025, Quốc hội ban hành Nghị quyết số 202/2025/QH15 về việc sắp xếp đơn vị hành chính cấp tỉnh (nghị quyết có hiệu lực từ ngày 12 tháng 6 năm 2025). Theo đó, sáp nhập tỉnh Hậu Giang và tỉnh Sóc Trăng vào thành phố Cần Thơ.
Ngày 16 tháng 6 năm 2025, Quốc hội ban hành Nghị quyết số 203/2025/QH15 về việc Sửa đổi, bổ sung một số điều của Hiến pháp nước Cộng hòa xã hội chủ nghĩa Việt Nam. Theo đó, kết thúc hoạt động của đơn vị hành chính cấp huyện trong cả nước từ ngày 1 tháng 7 năm 2025.

## Kinh tế - xã hội
Giai đoạn 2016 – 2020, kinh tế của thành phố chuyển dịch đúng hướng, tổng giá trị sản xuất tăng bình quân 3,24%/năm. Cơ cấu kinh tế chuyển dịch đúng hướng xác định tăng dần tỷ trọng công nghiệp – xây dựng, thương mại – dịch vụ và giảm dần tỷ trọng khu vực nông nghiệp, cụ thể: Khu vực công nghiệp – xây dựng tăng bình quân 0,38%/năm; thương mại – dịch vụ tăng bình quân 6,24%/năm; khu vực nông nghiệp tăng bình quân 0,11%/năm. Đến năm 2020, cơ cấu giá trị sản xuất của Thành phố là: thương mại – dịch vụ chiếm 59,62% (tăng bình quân 6,24%/năm giai đoạn 2016 - 2020), công nghiệp – xây dựng chiếm 32,22% (tăng bình quân 0,38%/năm), nông nghiệp chiếm 8,16%.

### Công nghiệp - tiểu thủ công nghiệp
Giá trị sản xuất công nghiệp - tiểu thủ công nghiệp: năm 2020 ước đạt 1.649 tỷ đồng (giá hiện hành).
Toàn thành phố hiện có 586 cơ sở, doanh nghiệp sản xuất công nghiệp - tiểu thủ công nghiệp, tăng 126 cơ sở so với năm 2015; trong đó có 2 doanh nghiệp thuộc khu vực kinh tế Nhà nước, 06 doanh nghiệp thuộc khu vực kinh tế tư nhân, 24 doanh nghiệp thuộc khu vực kinh tế hỗn hợp, 2 doanh nghiệp thuộc khu vực kinh tế có vốn đầu tư nước ngoài và 552 cơ sở thuộc khu vực kinh tế cá thể. Phần lớn các cơ sở sản xuất công nghiệp - tiểu thủ công nghiệp có quy mô vừa và nhỏ, trung bình từ 5 - 10 lao động/cơ sở, góp phần giải quyết việc làm cho khoảng 9.850 lao động tại địa phương và các vùng lân cận. Bên cạnh đó, thành phố có 2 cụm công nghiệp, gồm:
- Cụm công nghiệp - tiểu thủ công nghiệp: giai đoạn 2016 - 2020, thành phố đã kêu gọi 14 doanh nghiệp vào lập dự án đầu tư với diện tích 19,3 ha, tổng vốn đầu tư 457,146 tỷ đồng. Lũy kế đến nay, có 26 doanh nghiệp đăng ký lập dự án đầu tư, diện tích 42,95/43,44 ha, chiếm 100% diện tích giao đất, cho thuê đất; với tổng số vốn 1.201 tỷ đồng, hiện đã có 15 doanh nghiệp đi vào hoạt động, với diện tích 224.384 m², được đầu tư với số vốn 570 tỷ 192 triệu đồng, giải quyết việc làm cho 2.369 lao động tại địa phương và các vùng lân cận.
- Cụm công nghiệp kho tàng và bến bãi xã Tân Tiến, thành phố Vị Thanh: Với diện tích quy hoạch đất là 42,2ha, hiện có 1 nhà đầu tư vào đăng ký lập dự án đầu tư “Nhà máy chế biến gạo Vì Dân” do Công ty Cổ phần gạo Vì Dân làm chủ đầu tư với diện tích khoảng 13ha, tổng vốn đầu tư 1.134 tỷ đồng.

Hoạt động Khuyến công: Thực hiện chính sách Khuyến công trong giai đoạn 2016 - 2020, đã hỗ trợ vốn cho 4 cơ sở và 6 doanh nghiệp đầu tư ứng dụng máy móc thiết bị tiên tiến vào sản xuất, với tổng số tiền hỗ trợ là 1.620 triệu đồng, ngoài ra, có 4 doanh nghiệp đang triển khai viết đề án xin hỗ trợ vốn khuyến công quốc gia và địa phương. Thành phố hiện có 6 sản phẩm được công nhận sản phẩm công nghiệp nông thôn tiêu biểu cấp tỉnh của 02 doanh nghiệp và 3 cơ sở (gồm các sản phẩm: Cọc ống bê tông ly tâm dự ứng lực, gạch không nung, máy xới cải tiến, kẹo đậu phộng, cá thát lát rút xương tẩm gia vị, chả cá thát lát tẩm gia vị).
Tình hình phát triển lưới điện: Trong thời gian qua (từ năm 2016 đến 2020), thành phố Vị Thanh được ngành điện đầu tư mới và nâng cấp các tuyến điện trung và hạ thế trên địa bàn thành phố với tổng chiều dài 15,674 km, với tổng vốn đầu tư 4.097 triệu đồng, lắp điện kế mới cho 591 hộ dân; nâng tổng số hộ sử dụng điện trên địa bàn thành phố là 20.200/20.117 hộ, đạt 99,59% (trong đó, tỷ lệ hộ sử dụng điện an toàn đạt 98,76%). Đến nay, Điện lưới Quốc gia đã phủ đến toàn bộ trung tâm, khu dân cư, khu sản xuất tập trung các phường, xã và đáp ứng tiêu chuẩn kỹ thuật của ngành điện. Thành phố có tổng chiều dài đường dây trung hạ thế là 472.000 km (trong đó: đường dây trung thế là 138.000 km và 334.000 km đường dây hạ thế) và 434 trạm biến áp, với dung lượng là 66.107 kVA; được phân bố đều đến các ấp, khu vực đáp ứng nhu cầu sinh hoạt cho người dân và hoạt động sản xuất.

### Dịch vụ

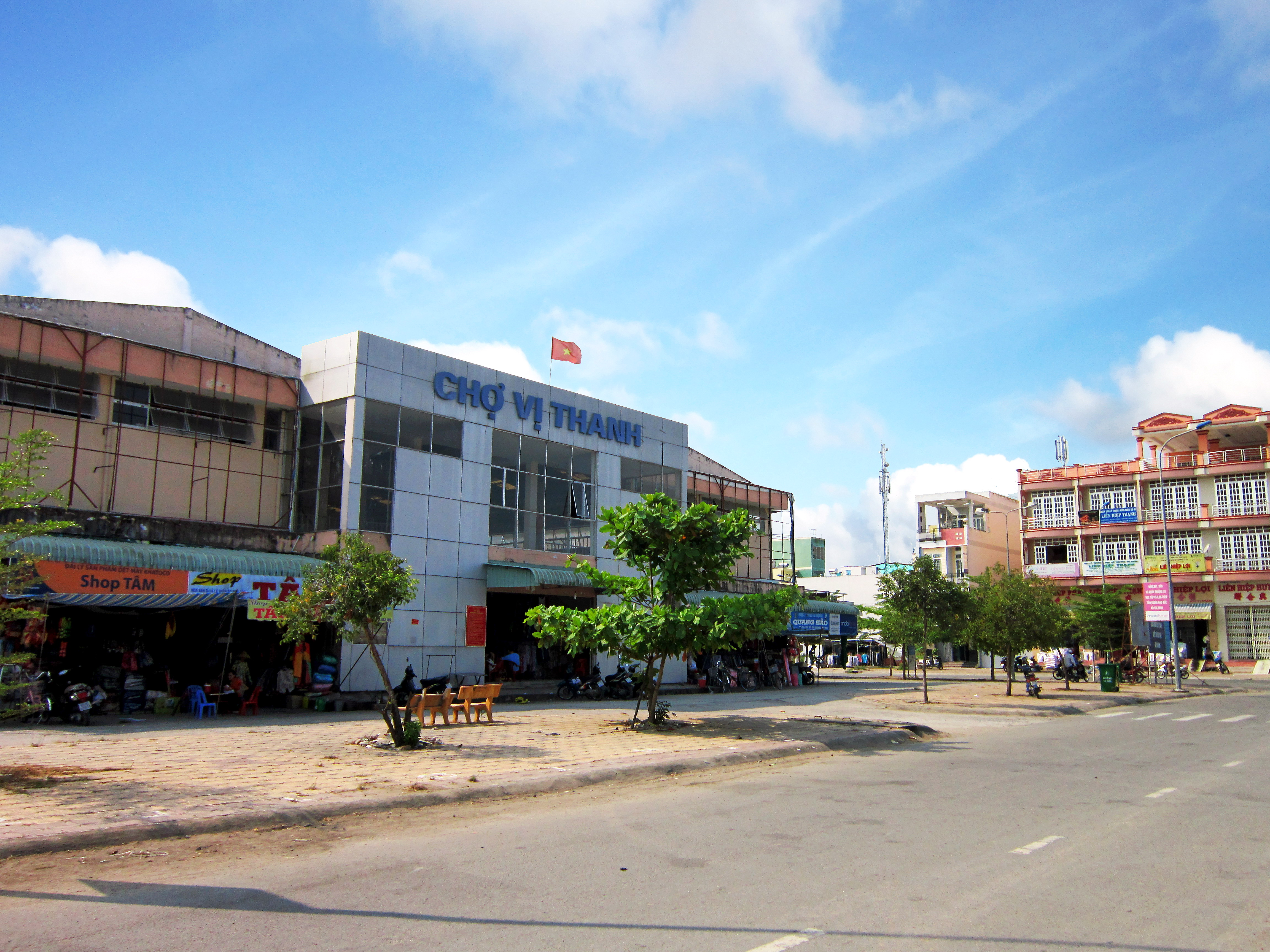
Chợ Vị Thanh ở thành phố Vị Thanh

Trên địa bàn thành phố hiện có 5.936 cơ sở, doanh nghiệp hoạt động trên lĩnh vực thương mại, dịch vụ. Trong đó: có 257 doanh nghiệp và 5.679 hộ kinh doanh, chủ yếu hoạt động trên các lĩnh vực, ngành nghề như: Mua bán - gia công vàng bạc, tài chính - ngân hàng, kinh doanh xăng dầu, mua bán hàng điện tử, vật liệu xây dựng, dịch vụ lưu trú và ăn uống,... góp phần chuyển dịch cơ cấu kinh tế, 
tăng tỷ trọng ngành thương mại - dịch vụ. Trong đó, có 1 trung tâm mua sắm đạt tiêu chuẩn hạng III (Trung tâm mua sắm - giải trí Vincomplaza), 5 siêu thị đạt tiêu chuẩn hạng II (Co.op Mart Vị Thanh, Vinmart Chi nhánh Hậu Giang, Điện máy xanh, Điện máy Nội thất - Chợ lớn và Bách hóa xanh) và 8 chợ (1 chợ loại I: chợ Vị Thanh, 1 chợ loại II: chợ Phường VII, 5 chợ loại III và 1 chợ đêm), tăng 1 trung tâm mua sắm, 4 siêu thị và 2 chợ so cùng kỳ.

### Nông nghiệp
Nông nghiệp của thành phố được quy hoạch sản xuất theo hướng chuyên canh, gắn với ứng dụng khoa học kỹ thuật, cơ giới hóa trong sản xuất, giảm chi 
phí trong sản xuất, từng bước tạo thành chuỗi giá trị nông sản để đủ sức cạnh tranh với thị trường. Trong đó, tập trung các loại cây trồng, vật nuôi chủ lực của thành phố như: cây lúa, khóm, cây ăn trái, nuôi trồng thủy sản, cụ thể:
- Cây lúa: Tổng diện tích gieo trồng đến năm 2020 là 10.290 ha (tăng 436 ha so với năm 2015), năng suất tăng từ 5,9 tấn/ha lên 6,2 tấn/ha năm, tổng sản lượng ước đạt 63.800 tấn. Chất lượng lúa ngày càng được nâng cao, giảm chi phí sản xuất góp phần tăng hiệu quả kinh tế cho nông dân.
- Cây khóm: diện tích 2.000 ha (tăng 769 ha so với năm 2015), sản lượng ước đạt 33.000 (tăng 13.304 tấn so với năm 2015). Thế mạnh chủ lực của thành phố là cây Khóm Cầu Đúc, một nhãn hiệu được Cục Sở hữu trí tuệ Bộ Khoa học và Công nghệ công nhận cho thành phố Vị Thanh, hiện thành phố có hơn 100 ha trồng khóm theo tiêu chuẩn VietGAP tại xã Hỏa Tiến.
- Cây mía: Thời gian qua do thị trường đầu ra của sản phẩm mía đường gặp nhiều khó khăn, giá cả không ổn định, Xí nghiệp đường Vị Thanh không còn hoạt động nên diện tích trồng mía có xu hướng giảm đáng kể. Dự kiến đến năm 2020, diện tích mía trên địa bàn còn 200 ha, giảm 2.220 ha so với năm 2015; sản lượng còn 20.000 tấn, giảm 201.430 tấn so với năm 2015. Nguyên nhân do giá mía thấp, người trồng mía không có lợi nhuận, bị thua lỗ nên đã chuyển sang trồng những cây khác.
- Cây ăn trái: diện tích 1.750 ha cây ăn trái các loại (tăng 620 ha so với năm 2015), sản lượng ước đạt 19.000 tấn.
- Rau màu: diện tích gieo trồng 950 ha, sản lượng ước đạt 12.825 tấn, các chủng loại rau phổ biến như: rau ăn lá, rau thơm, cải, rau muống,...
- Chăn nuôi gia súc, gia cầm tiếp tục phát triển nhưng quy mô có xu hướng giảm. Nguyên nhân do chịu ảnh hưởng đợt giảm giá và dịch bệnh (dịch tả heo Châu Phi; cúm gia cầm), mặt khác quá trình đô thị hóa diễn ra nhanh chóng đã góp phần làm thu hẹp quy mô ngành chăn nuôi. Hiện tổng đàn heo 6.000 con (giảm 1.900 con so với năm 2015); tổng đàn gia cầm 170.000 con (tăng 2.000 con so với năm 2015).
- Diện tích nuôi thủy sản của thành phố tiếp tục giảm mạnh, từ 140 ha năm 2015 xuống còn 100 ha vào năm 2020. Nguyên nhân giảm là do giá cá giảm, đầu ra không ổn định, đặc biệt là giá cá rô đầu vuông giảm mạnh, nên người dân không tiếp tục thả nuôi. Bên cạnh đó, tình hình nuôi cá ruộng không thể duy trì do khó quản lý.
- Xây dựng nông thôn mới: Thực hiện Chương trình mục tiêu Quốc gia về xây dựng nông thôn mới của Thành phố đã đạt được nhiều kết quả nổi bật, kết cấu hạ tầng nông thôn thay đổi rõ nét, đời sống người dân được nâng lên, có 4/4 xã đạt xã nông thôn mới, hướng đến đạt xã nông thôn mới nâng cao, nông thôn mới kiểu mẫu. Đặc biệt thành phố được Chính phủ công nhận hoàn thành nhiệm vụ xây dựng nông thôn mới (Quyết định số 1416/QĐ-TTg ngày 17 tháng 10 năm 2019 của Thủ tướng Chính phủ).
- Phát triển kinh tế hợp tác: Hiện nay trên địa bàn các xã có 40 tổ hợp tác với 504 thành viên, lợi nhuận thu về bình quân khoảng 200 triệu đồng/năm/tổ hợp tác (thu nhập bình quân lao động từ 4 - 7 triệu đồng/người/tháng, tăng 30% so với năm 2015); 8/8 HTX hoạt động hiệu quả và đúng theo quy định Luật HTX năm 2012, tổng số 280 thành viên, vốn góp 2,068 tỷ đồng; lợi nhuận bình quân các Hợp tác xã 880 triệu đồng/hợp tác xã/năm (thu nhập bình quân của lao động từ 8-15 triệu đồng/người/tháng, tăng 25% so với năm 2015).[6]

### Lao động
Tổng lao động trong độ tuổi của khu vực thành phố Vị Thanh là 132.292 người (chiếm 64,69% dân số toàn khu vực). Tổng lao động có việc làm: 114.115 người (chiếm 55,8 % dân số toàn đô thị; chiếm 86,26% số lao động trong độ tuổi). Số lao động trong độ tuổi 61.859 người (chiếm 64,7 % tổng số dân). Số lao động có việc làm: 60.251 người (chiếm 97,4 % số lao động trong độ tuổi). Trong đó: 
- Nông lâm ngư nghiệp: 13.677 người (chiếm 22,7%)
- Công nghiệp - xây dựng: 17.473 người (chiếm 29%)
- Thương mại - dịch vụ: 29.101 người (chiếm 48,3%).[6]

### Giáo dục
• Trường Cao Đẳng Cộng Đồng Hậu Giang
• Trường Cao Đẳng Luật Miền Nam
• Trường Trung Cấp Kỹ Thuật Công Nghệ Hậu Giang.

### Y tế
Một số bệnh viện đóng trên địa bàn thành phố như:
• Bệnh viện Đa khoa tỉnh Hậu Giang
• Bệnh viện Sản nhi tỉnh Hậu Giang
• Bệnh viện Lao và bệnh Phổi Hậu Giang
• Bệnh viện chuyên khoa Tâm thần và Da liễu tỉnh Hậu Giang.

### Hạ tầng
Hiện nay trên địa bàn thành phố Vị Thanh đã và đang hình thành một số khu đô thị cao cấp như: Khu đô thị Cát Tường Western Pearl, khu đô thị mới Vị Thanh,...

## Dân số
Thành phố Vị Thanh có diện tích 118,67 km², dân số ngày 1/4/2019 là 73.322 người, trong đó: dân số thành thị là 44.164 người (60%), dân số nông thôn là 29.158 người (40%), mật độ dân số đạt 618 người/km².
Tính đến năm 2020, thành phố Vị Thanh có tổng diện tích 11.886,40 ha với dân số 73.322 người bao gồm 3 dân tộc chủ yếu là dân tộc Kinh (66.487 người), dân tộc Khmer (4.494 người), dân tộc Hoa (3.982 người) và các dân tộc khác 54 người, sinh sống tại 5 phường, 4 xã với mật độ dân số là 642 người/km².
Thành phố Vị Thanh gồm 9 đơn vị hành chính với 5 phường, 4 xã, tổng diện tích tự nhiên toàn thành phố 118,86 km² (11.886,42 ha), dân số năm 2020 là 72.686 người, mật độ dân số bình quân 612 người/km². Khu vực nội thành, gồm 5 phường: I, III, IV, V, VII (có 25 khu vực) với diện tích tự nhiên 36,38 km², dân số 43.867 người, chiếm 30,61% diện tích và chiếm 60,35% dân số, mật độ dân cư nội thành khoảng 1.206 người/km². Khu vực ngoại thành, gồm 4 xã: Vị Tân, Hỏa Lựu, Hỏa Tiến và Tân Tiến (26 ấp) với diện tích tự nhiên 82,48 km², dân số 28.819 người, mật độ dân số đạt 349 người/km².
Thành phố Vị Thanh có diện tích 118,86 km², dân số năm 2022 là 72.908 người, mật độ dân số đạt 613 người/km².
Thành phố Vị Thanh có diện tích 118,86 km², dân số quy đổi tính đến ngày 31/12/2024 là 92.940 người, mật độ dân số đạt 781 người/km².

## Văn hóa - du lịch
Trên địa bàn thành phố có nhiều di tích lịch sử cũng như: khu di tích chiến thắng 75 lượt tiểu đoàn địch, di tích chiến thắng Cái Sình (2 di tích lịch sử văn hóa cấp quốc gia), di tích lịch sử địa điểm Mỹ Diệm tàn sát đồng bào khi lập Khu trù mật Vị Thanh – Hỏa Lựu, căn cứ Tỉnh uỷ Cần Thơ – Hoả Tiến.
Ngoài ra, trên địa bàn thành phố còn có nhiều địa điểm có tiềm năng phát triển du lịch rất lớn như: 
công viên văn hoá Xà No, tháp Đồng hồ, khu du lịch Hồ Sen, công viên Hoà Bình, công viên 1/5, hồ Tam Giác, hồ Đại Hàn,...

## Giao thông

### Giao thông đường bộ

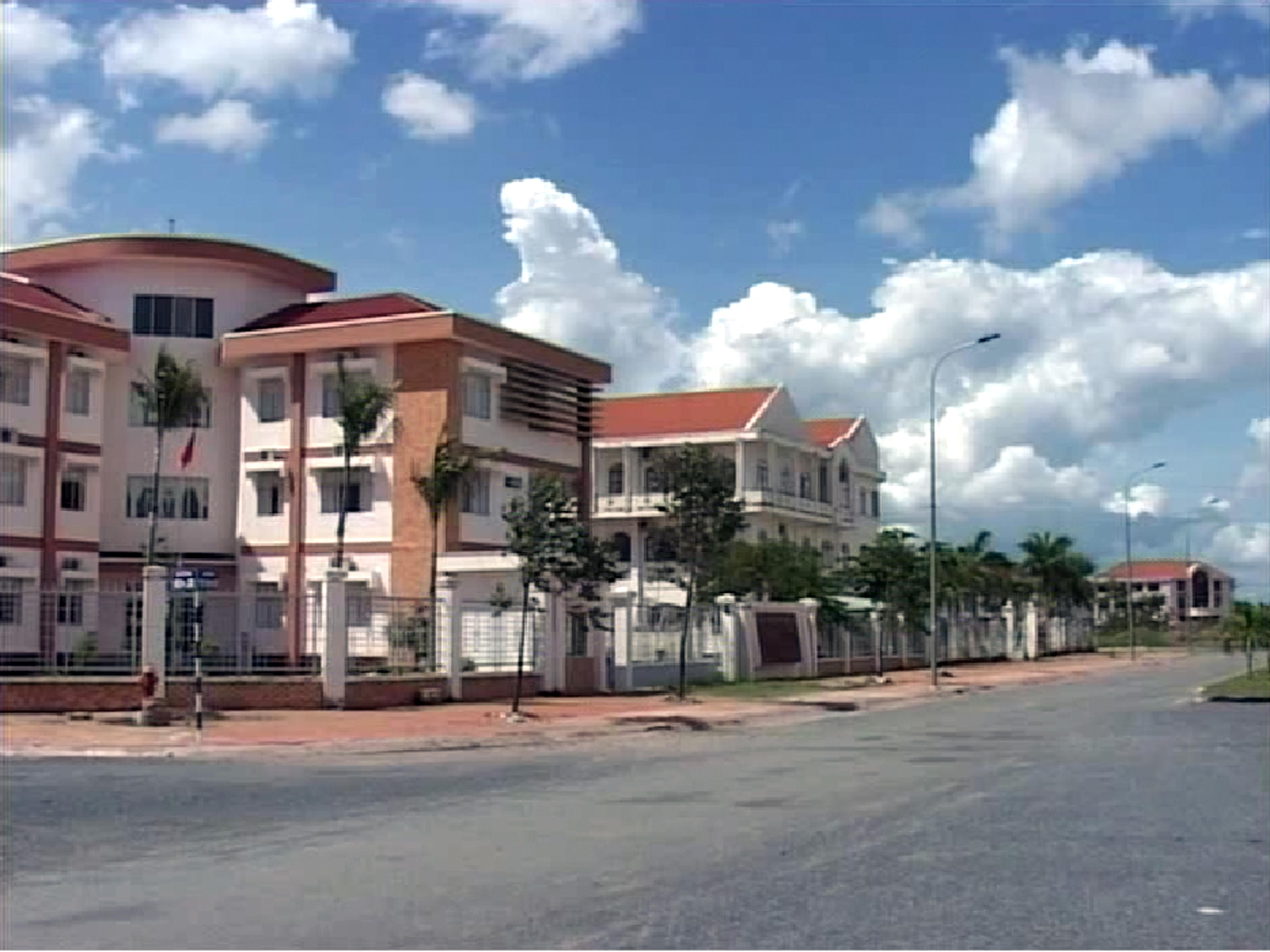
Khu hành chính tỉnh trên đại lộ Hậu Giang

Đến nay, tổng chiều dài mạng lưới đường bộ trên địa bàn thành phố khoảng 399,18 km, mật độ đạt 3,35 km/km²; trong đó có 229,92 km đường nhựa và bê tông nhựa, chiếm 57,60% tổng chiều dài mạng lưới đường bộ; 150,46 km đường bê tông xi măng, chiếm 37,69%; đường đất và đá bụi cấp phối 18,80 km, chiếm 4,71%.
Quốc lộ
- Quốc lộ 61: đoạn chạy qua địa bàn thành phố có tên là đường Trần Hưng Đạo và Đường 3 tháng 2 cụ thể như sau:
  - Đường Trần Hưng Đạo: chiều dài khoảng 13,7 km, mặt đường rộng 25,5m, vỉa hè 7mx2, lộ giới rộng 39,5m.
  - Đường 3 tháng 2: chiều dài khoảng 2,7 km, mặt đường rộng 16,5m, vỉa hè 3m phía kênh Mương lộ 61 và phía còn lại 5,5m, lộ giới rộng 25m.
- Quốc lộ 61C: tổng chiều dài là 47 km, đoạn chạy qua địa bàn thành phố dài 11,6 km, bắt đầu từ giáp ranh với huyện Vị Thủy, chạy qua địa bàn phường V, phường III, xã Hỏa Lựu, xã Tân Tiến và kết thúc tại điểm giao với đường Trần Hưng Đạo. Toàn tuyến được xây dựng mới hoàn toàn đạt tiêu chuẩn đường cấp III đồng bằng, nền đường rộng 11,50m, mặt rộng 10,50 m với 2 làn xe, lộ giới rộng 17,0m. Đây là tuyến đường có ý nghĩa đặc biệt quan trọng đối với tỉnh Hậu Giang, cũng như đối với khu vực đồng bằng sông Cửu Long trong phát triển kinh tế - xã hội, khi kết nối với các trục đường huyết mạch như Quốc lộ 1, Quốc lộ 61, Quốc lộ 80, đường Quản lộ - Phụng Hiệp,... đồng thời rút ngắn thời gian từ thành phố Vị Thanh đi trung tâm thành phố Cần Thơ.

Hệ thống đường tỉnh:
- Đường tỉnh 931B: điểm đầu tại đường 3/2 chạy song song với kênh Xà No tới cầu Trầu Hôi kết nối thành phố Vị Thanh với thành phố Cần Thơ. Đoạn qua thành phố Vị Thanh có chiều dài khoảng 6,0 km, chiều rộng mặt đường 5,0m, kết cấu bê tông nhựa.
- Đường tỉnh 931C: còn gọi là đường Lê Hồng Phong chạy song song phía Tây kênh 62, kết nối thành phố Vị Thanh tại điểm cầu 30/4 đi Giồng Riềng của tỉnh Kiên Giang. Đoạn qua thành phố có chiều dài khoảng 4,6 km, chiều rộng mặt đường 7,0m, kết cấu bê tông nhựa.
- Đường tỉnh 925B: Tổng chiều dài tuyến khoảng 24,6 km, nền rộng 7,5m, mặt rộng 5,5m, mặt đường láng nhựa.
- Đường tỉnh 926: Bắt đầu từ ranh huyện Phong Điền (thành phố Cần Thơ) chạy dọc theo bờ Nam của kênh KH9 rồi rẽ trái đến kênh Xà No đoạn này tuyến dài 16,9 km, nền rộng 9m, mặt đường láng nhựa rộng 5,5m.
- Đường tỉnh 927B: Tuyến bắt đầu từ ĐT.931B tại xã Vị Thanh đến Quốc lộ 61C, dài 4,5 km có nền rộng 6,5m và mặt rộng 3,5m.

Đường huyện: Hệ thống đường huyện với tổng chiều dài 34,88 km, trong đó có 31,80 km đường nhựa và 3,08 km đường bê tông xi măng:
- Đường huyện 1: điểm đầu nối với Quốc lộ 61 tại xã Tân Tiến, điểm cuối nối với Đường tỉnh 925B tại xã Tân Tiến. Tổng chiều dài tuyến 23,7 km, đi qua địa bàn các xã Tân Tiến và Hỏa Lựu. Tuyến đạt tiêu chuẩn đường cấp VI đồng bằng, nền đường rộng 6,50 m, mặt đường rộng 3,50 m, kết cấu mặt đường láng nhựa.
- Đường huyện 2: điểm đầu nối với Quốc lộ 61 tại xã Tân Tiến, điểm cuối nối với Đường huyện 1 tại xã Hỏa Tiến. Tổng chiều dài tuyến 5,1 km, đi qua địa bàn các xã Tân Tiến và Hỏa Tiến. Tuyến đạt tiêu chuẩn đường cấp VI đồng bằng, nền đường rộng 6,50 m, mặt đường rộng 3,50 m, kết cấu mặt đường láng nhựa.
- Đường huyện 3: điểm đầu nối với Đường huyện 1 tại xã Tân Tiến, điểm cuối nối với Đường huyện 1 tại xã Tân Tiến. Tổng chiều dài tuyến 3,0 km, thuộc địa bàn xã Hỏa Tiến. Tuyến đạt tiêu chuẩn đường cấp VI đồng bằng, nền đường rộng 6,50 m, mặt đường rộng 3,50 m, kết cấu mặt đường láng nhựa.
- Đường huyện 8: điểm đầu nối với Quốc lộ 61C tại xã Hỏa Lựu, điểm cuối giáp ranh với huyện Vị Thủy tại xã Hỏa Lựu. Tổng chiều dài tuyến 3,1 km thuộc địa bàn xã Hỏa Lựu. Hiện tại tuyến có nền đường rộng 4,0 m, mặt đường rộng 2,0 m, kết cấu mặt đường bê tông xi măng.

Đường đô thị: Toàn thành phố hiện có 128 tuyến đường đô thị với tổng chiều dài 66,70 km. Các tuyến đường đô thị có chiều rộng từ 2,5 – 18 m, nền đường từ 2,5 – 20m. Hiện, 100% các tuyến đường có kết cấu nhựa và bê tông nhựa. Phần lớn các tuyến đường đô thị đã được xây dựng đồng bộ với hệ thống điện, hệ thống cấp thoát nước, dải cây xanh, vỉa hè,... theo quy định. Hiện các tuyến đường chính đã được nâng cấp như các đường Nguyễn Công Trứ, Nguyễn Huệ, Lê Hồng Phong, Trần Hưng Đạo, đường 3/2, đại lộ Võ Nguyên Giáp, đường Võ Văn Kiệt,... còn lại có chiều rộng mặt đường từ 7m - 15m, vỉa hè mỗi bên rộng từ 3m - 6m.
Ngoài ra, trên địa bàn thành phố còn có một số trục đường thuộc khu hành chính Tỉnh ủy và khu hành chính Ủy ban Nhân dân tỉnh như: đường Điện Biên Phủ, đường Hòa Bình, đường Ngô Quyền, đường Thống 
Nhất,... với chiều rộng mặt đường từ 12m – 20m.
Đường giao thông nông thôn: Bao gồm 127 tuyến với tổng chiều dài 270,35 km. Trong đó, có 104,17 km đường nhựa, chiếm 38,53% tổng chiều dài đường giao thông nông thôn; 147,38 km đường bê tông xi măng, chiếm 54,51%; 18,80 km đường đất, chiếm 6,95%. Các tuyến đường hầu hết có bề rộng từ 2,0 – 3,5m. Tại những tuyến đường đất nhìn chung có tính bền vững không cao, vào mùa mưa lũ thường lầy lội gây trở ngại cho việc đi lại và vận chuyển hàng hóa.

### Đường phố
| - Trần Hưng Đạo (Quốc lộ 61) - 3 tháng 2 (Quốc lộ 61) - Võ Văn Kiệt (đường Tây Sông Hậu) - Hải Thượng Lãn Ông - Lê Hồng Phong (tỉnh lộ 933) - Võ Nguyên Giáp - Nguyễn Thái Học - Nguyễn Công Trứ | - Hùng Vương - Cô Giang - Lê Lai - Lê Lợi - 19 tháng 8 - 1 tháng 5 - 30 tháng 4 - Châu Văn Liêm | - Cai Thuyết - Cai Hoàng - Đoàn Thị Điểm - Nguyễn Việt Hồng - Trần Ngọc Quế - Nguyễn Huệ - Nguyễn Trãi |

Bến xe: diện tích khoảng 0,2 ha, đặt tại đường Trần Hưng Đạo. Hiện nay, với 76 đầu phương tiện vận tải hành khách và hàng hóa thì bến xe Vị Thanh có thể vận chuyển khoảng 1.500 khách và 20 - 30 tấn hàng hóa mỗi ngày. Các tuyến hoạt động phục vụ cũng được mở rộng thêm nhiều như: Hà Tiên, Bình 
Dương, Biên Hòa, Tây Ninh, Châu Đốc, Bà Rịa - Vũng Tàu, Hưng Yên, Long Hải, Cống Tráng, Bến Cát, Tân Phú... mỗi ngày, có khoảng 40 lượt phương tiện 
vận tải xuất bến. Đồng thời, hiện nay bến xe phía Đông của thành phố có quy mô 5,0 ha đang được xây dựng tại ấp 7, xã Vị Trung của huyện Vị Thủy. Khi đưa vào thực hiện, đây sẽ là điểm trung chuyển người và hàng hóa lớn của tỉnh Hậu Giang.
Bến tàu: Hiện nay tại Vị Thanh có các bến tàu khách kết hợp vận chuyển hàng hóa đặt tại bờ Nam kênh xáng Xà No, tại vị trí gần Bệnh viện đa khoa Hậu Giang, gần nhà khách Bông Sen, cầu Cái Nhúc... các bến có khả năng vận chuyển khoảng 400 hành khách/ngày đêm và 125.000 tấn hàng hóa/năm.

### Giao thông đường thủy và kênh mương thủy lợi
Vận tải đường thủy là ngành dịch vụ quan trọng của do có hệ thống kênh rạch dày đặc. Đặc biệt, thành phố nằm trên tuyến vận tải thủy nội địa quốc gia 
quan trọng là tuyến Sài Gòn - Cà Mau - thị trấn Năm Căn qua kênh Xà No.
Tuyến đường thủy do Trung ương quản lý
- Kênh Xáng Xà No: đoạn đi qua thành phố có chiều dài 11,5 km, qua địa bàn phường IV, phường V, phường I, phường III, phường VII và xã Vị Tân. Tuyến đạt tiêu chuẩn đường thủy nội địa cấp III với bề rộng trung bình từ 50 – 60 m, sâu từ 4,0 – 6,0m đảm bảo cho tàu có trọng tải đến 250 tấn đi lại thuận lợi. Đây là trục giao thông thủy chiến lược, nối liền nhiều tỉnh miền Tây Nam Bộ với thành phố Cần Thơ, hình thành các tụ điểm giao lưu kinh tế, văn hóa, xã hội sầm uất, đặc biệt là trong giao thương, vận chuyển lúa gạo.
- Sông Cái Nhất: từ Ngã Ba kênh Xà No đến Ngã Ba sông Cái Tư với chiều dài 3,0 km. Hiện tại tuyến đạt tiêu chuẩn đường thủy nội địa cấp III, đảm bảo cho tàu có trọng tải đến 200 tấn lưu thông được.
- Sông Cái Tư: từ ngã ba sông Cái Nhất đến ngã ba sông Cái Lớn với chiều dài 12,5 km. Hiện tuyến đạt tiêu chuẩn đường thủy nội địa cấp III, đảm bảo cho tàu có tải trọng đến 500 tấn lưu thông được.

Tuyến đường thủy do Tỉnh quản lý
- Sông Cái Lớn: đoạn chảy qua địa bàn thành phố có tổng chiều dài 22,5 km, chạy dọc theo ranh giới của thành phố Vị Thanh với huyện Long Mỹ. Hiện tại tuyến đạt tiêu chuẩn đường thủy nội địa cấp IV, đảm bảo cho tàu có trọng tải đến 250 tấn lưu thông được.
- Kênh Nàng Mau nối từ sông Cái Lớn đến rạch Cái Muống, tuyến dài 50.5 km, là kênh cấp IV.
- Tuyến KH9: từ giáp ranh với huyện Vị Thủy đến giáp ranh với tỉnh Kiên Giang, qua địa bàn xã Vị Tân với chiều dài 4,5 km. Hiện tuyến đạt tiêu chuẩn đường thủy nội địa cấp IV.

Ngoài ra, trên địa bàn còn có hệ thống kênh ngang khá dày, phân bố rộng khắp trên địa bàn, kết nối với hệ thống đường thủy cấp III, IV, V và với các địa phương lân cận, là điều kiện rất thuận lợi để phát triển giao thông đường thủy.

## Hình ảnh

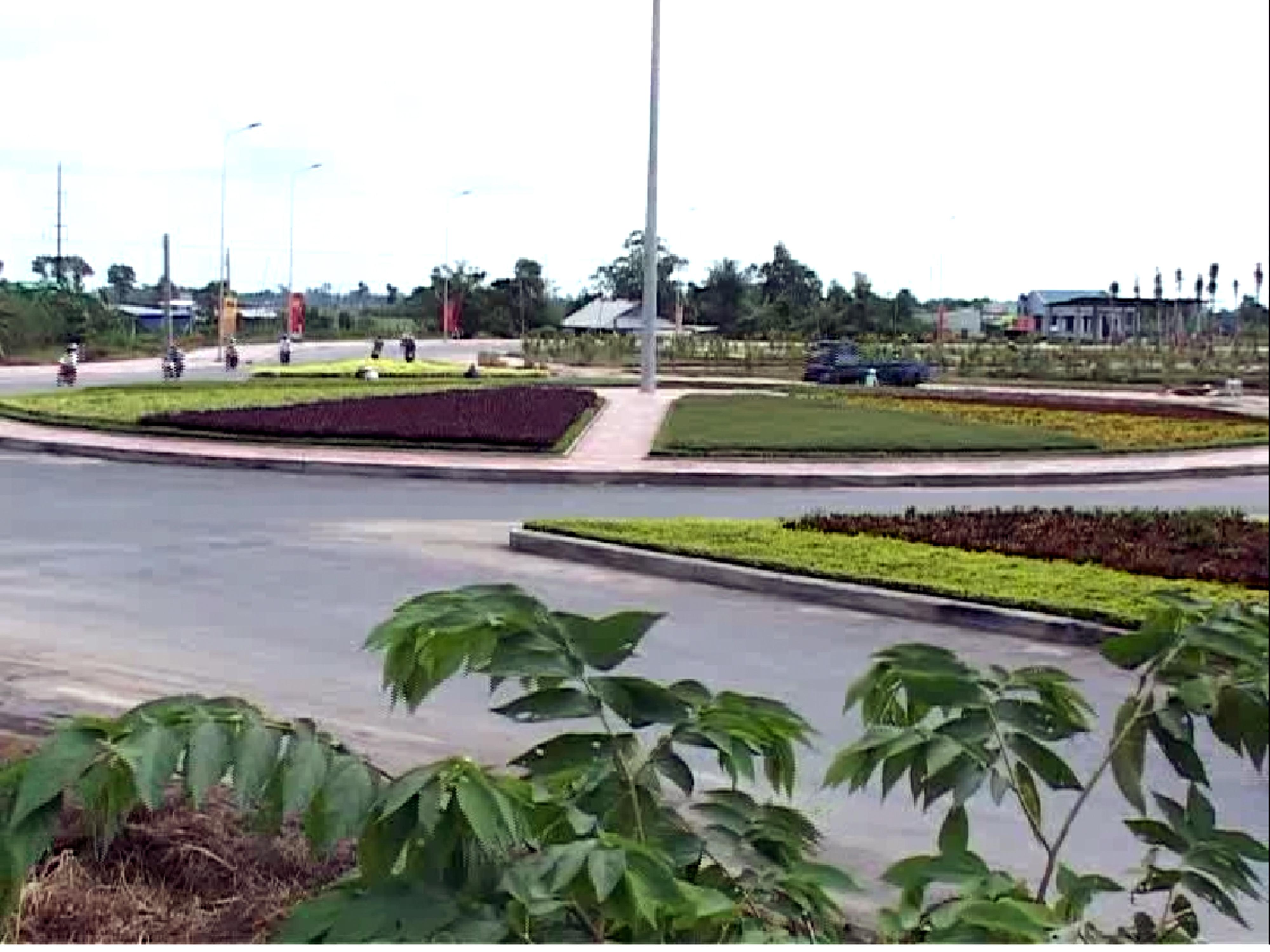
Cửa ngõ TP. Vị Thanh
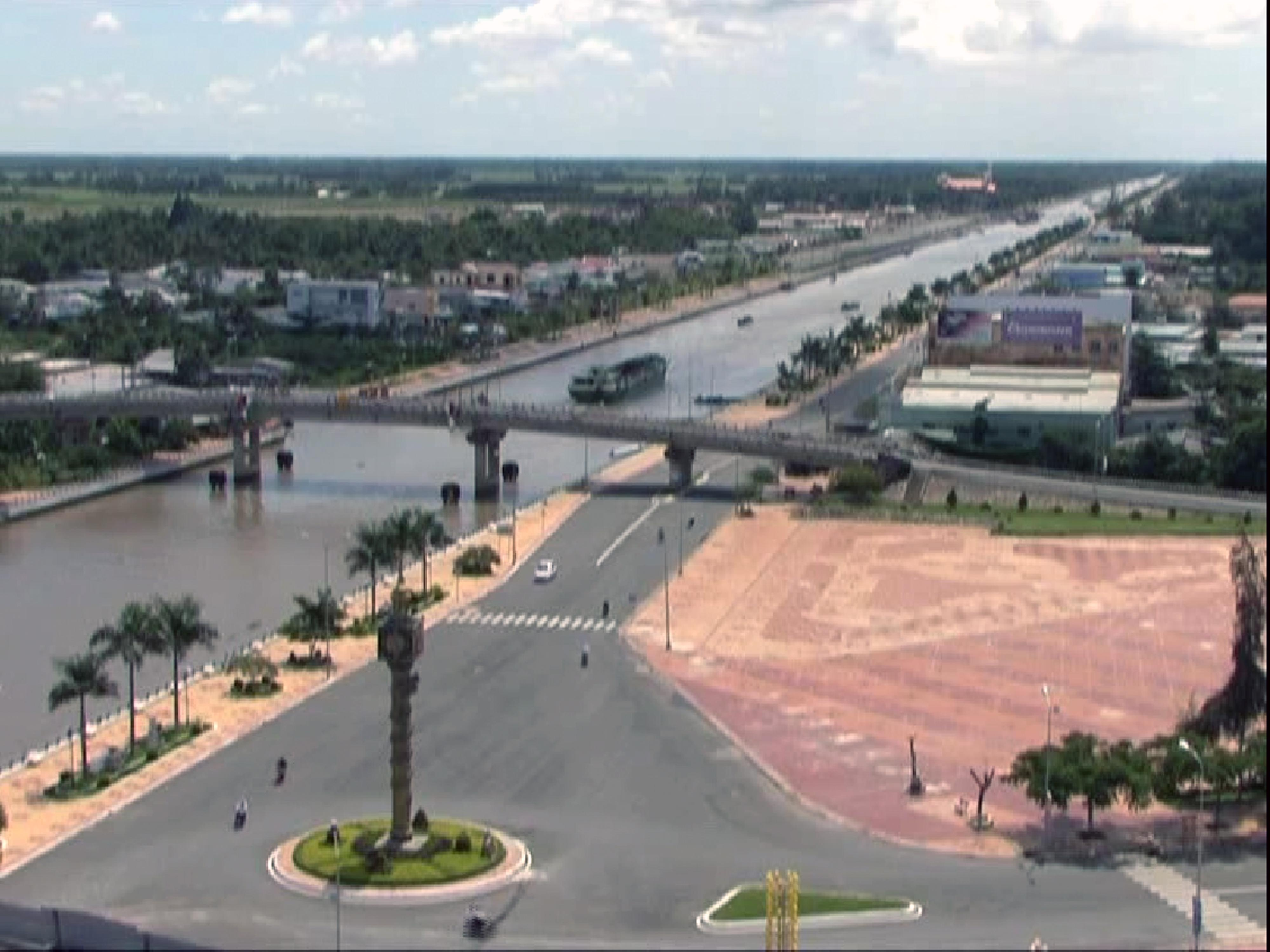
Cầu 30/4 bên dòng Xà No
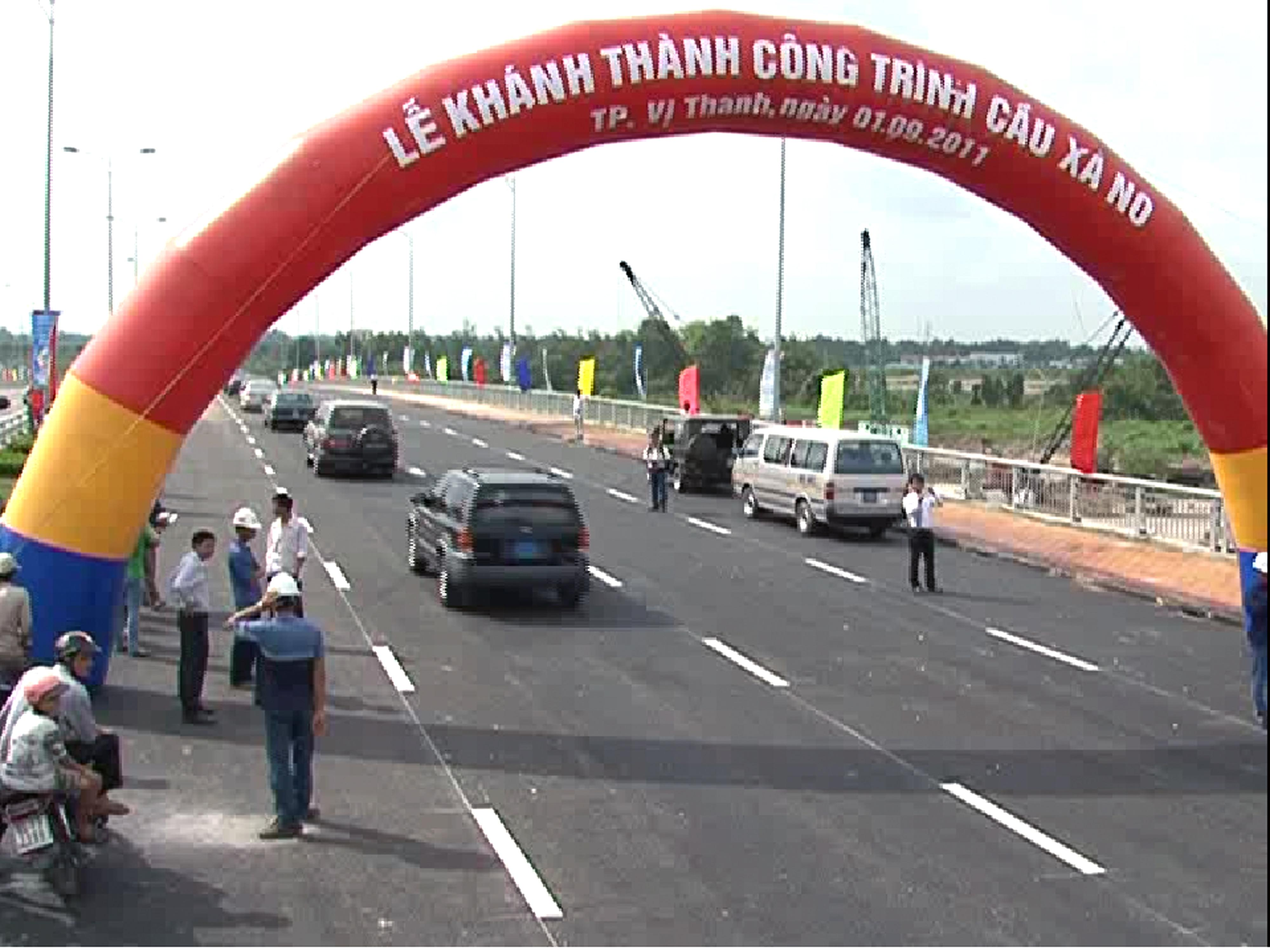
Cầu Xà No (Cầu Hậu Giang)
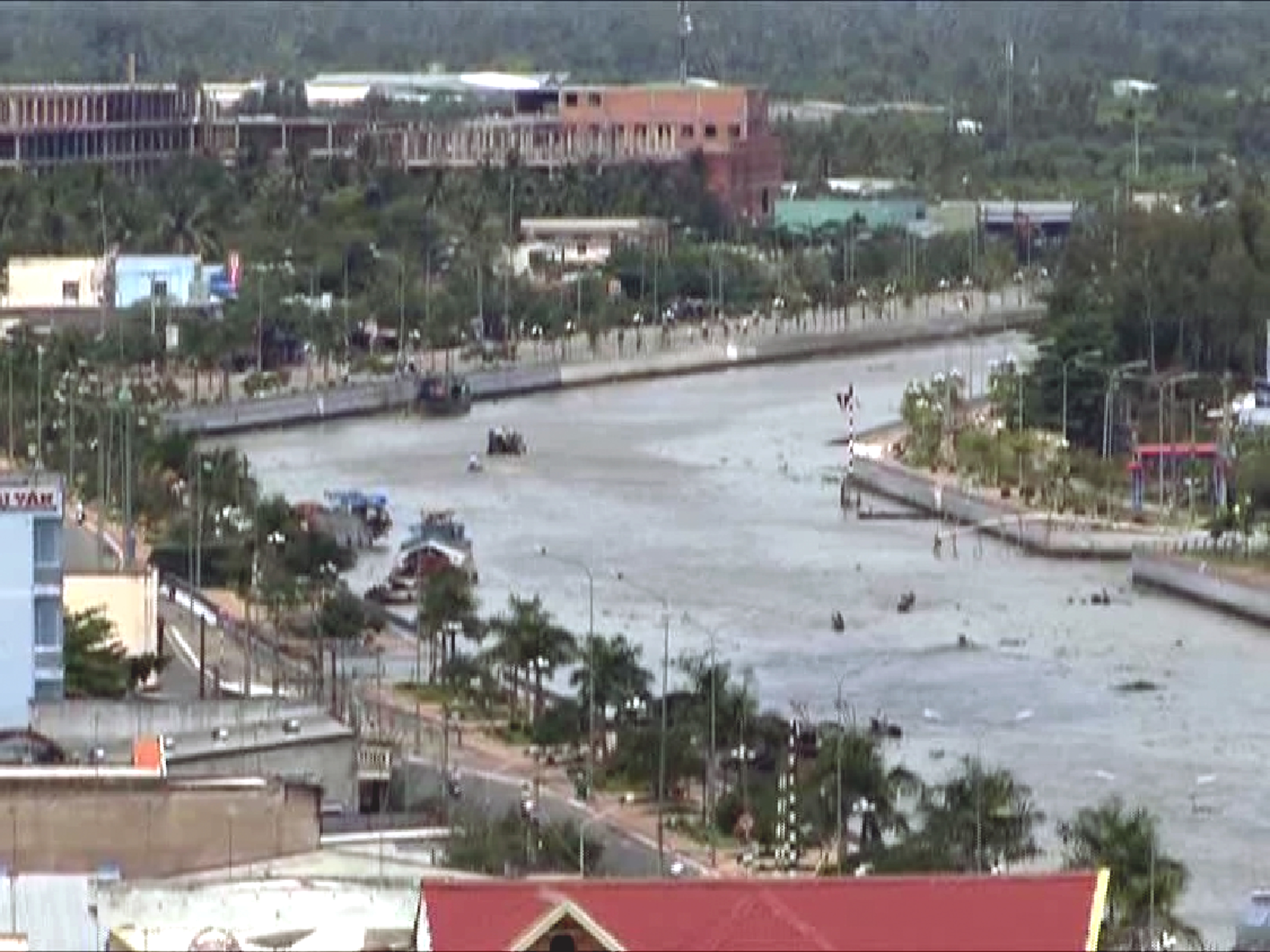
Một góc TP. Vị Thanh bên dòng Xà No
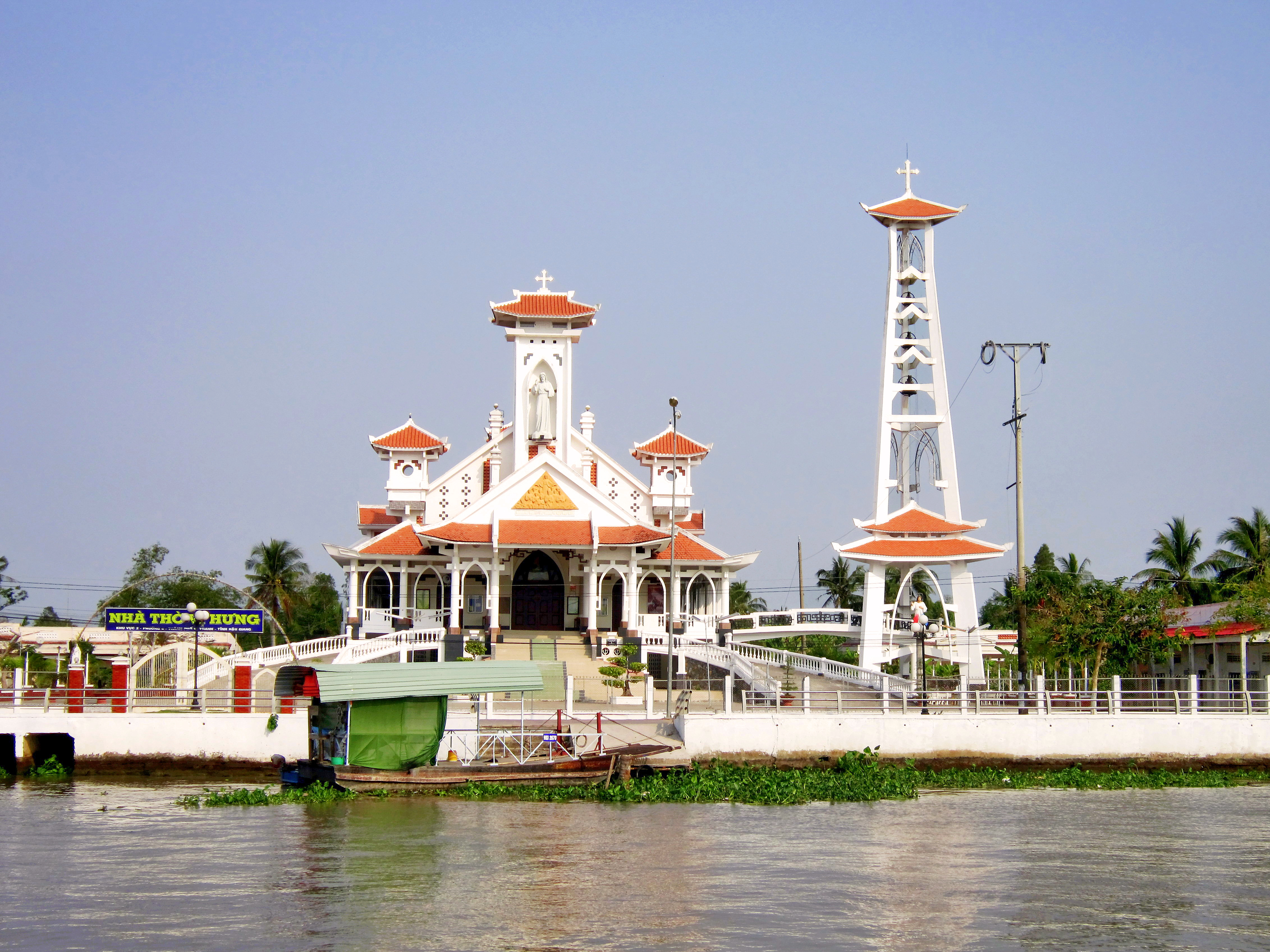
Nhà thờ Vị Hưng bên dòng Xà No ở thành phố Vị Thanh